# Sông Niemica
```
Sông Niemica
 
[ɲeˈmit͡sa]
 là một con sông ở 
Ba Lan
. Nó là một nhánh của sông Świniec. Đó là 
27 kilômét (17
 
mi)
 dài,
[
1
]
 và có kích thước lưu vực 
112,6 kilômét vuông (43,5
 
dặm
 
vuông
 
Anh)
.   Nguồn của nó nằm ở phía nam hồ Żabie (mặc dù hồ đó nằm ở một lưu vực sông khác), bởi tuyến đường sắt số 420.
[
1
]
```

Ban đầu, dòng sông chảy theo hướng tây nam đến hồ Szczucze, tại đó nó chảy vào ao cá nằm sát bờ đông nam của hồ. Nó rời khỏi hồ ở bờ phía bắc của nó, và sau khoảng 250 mét (820 ft) nó vào hồ Okonie. Tiếp theo, nó chảy từ bờ tây bắc của hồ Okonie và chảy theo hướng tây bắc đến phía đông của làng Niemica, sau đó đi xa hơn về phía bắc qua làng Szumiąca và sau đó tiếp tục theo hướng tây bắc, nơi nó tiếp tục đi qua làng Mokrawica. Chảy trong đoạn cuối cùng dọc theo bờ biển Trzebiatowski, nó chảy vào sông Świniec ở phía đông của làng Grabowo, gần Kamień Pomorski. Winiec tiếp tục di chuyển về phía tây, nơi nó gặp đầm Kamieński, một phần của Dziwna.
Tên Niemica đã được sử dụng chính thức từ năm 1948, thay thế cho tên tiếng Đức trước đó là Niemitz Bach  (toàn bộ khu vực chỉ trở thành một phần của Ba Lan vào năm 1945, như một phần của sự thay đổi lãnh thổ của Ba Lan ngay sau Thế chiến II).
Năm 1958, một khu định cư thời đồ đồng (hoặc có thể là thời kỳ đồ sắt sớm) đã được phát hiện ở bờ phải của con sông, bên đường dẫn đến làng Benice. Đó là một phần của văn hóa Lusatian. 

Các loài cá phổ biến nhất trên sông là cá rô đồng và cá rô châu Âu. Tuy nhiên, nhiều loài khác cũng được tìm thấy trong đó, cụ thể là cá hanh, cá chó miền bắc, cá tuyết sông, cá đảnh, cá chày, cá tráp bạc (còn được gọi là cá tráp trắng) và cá bống mú.
Năm 2008, một nghiên cứu về chất lượng nước của Niemica đã được Thanh tra Bảo vệ Môi trường (WIOŚ) của Szczecin thực hiện. Các tính chất vật lý và hóa học của nước không được coi là tốt và trạng thái sinh thái của dòng sông được coi là vừa phải; tuy nhiên, lượng chất đặc biệt nguy hiểm trong nước là đặc tính sinh học tốt của nước được mô tả là hạng đầu tiên. Trong tổng số hai giai đoạn, chất lượng nước của Niemica được coi là kém.
Nước chảy vào sông từ nhà máy xử lý nước thải sinh học cơ học ở Kamień Pomorski. Con sông có thể nhận tới 8057m 3 trong khoảng thời gian hai mươi bốn giờ.

## Hình ảnh

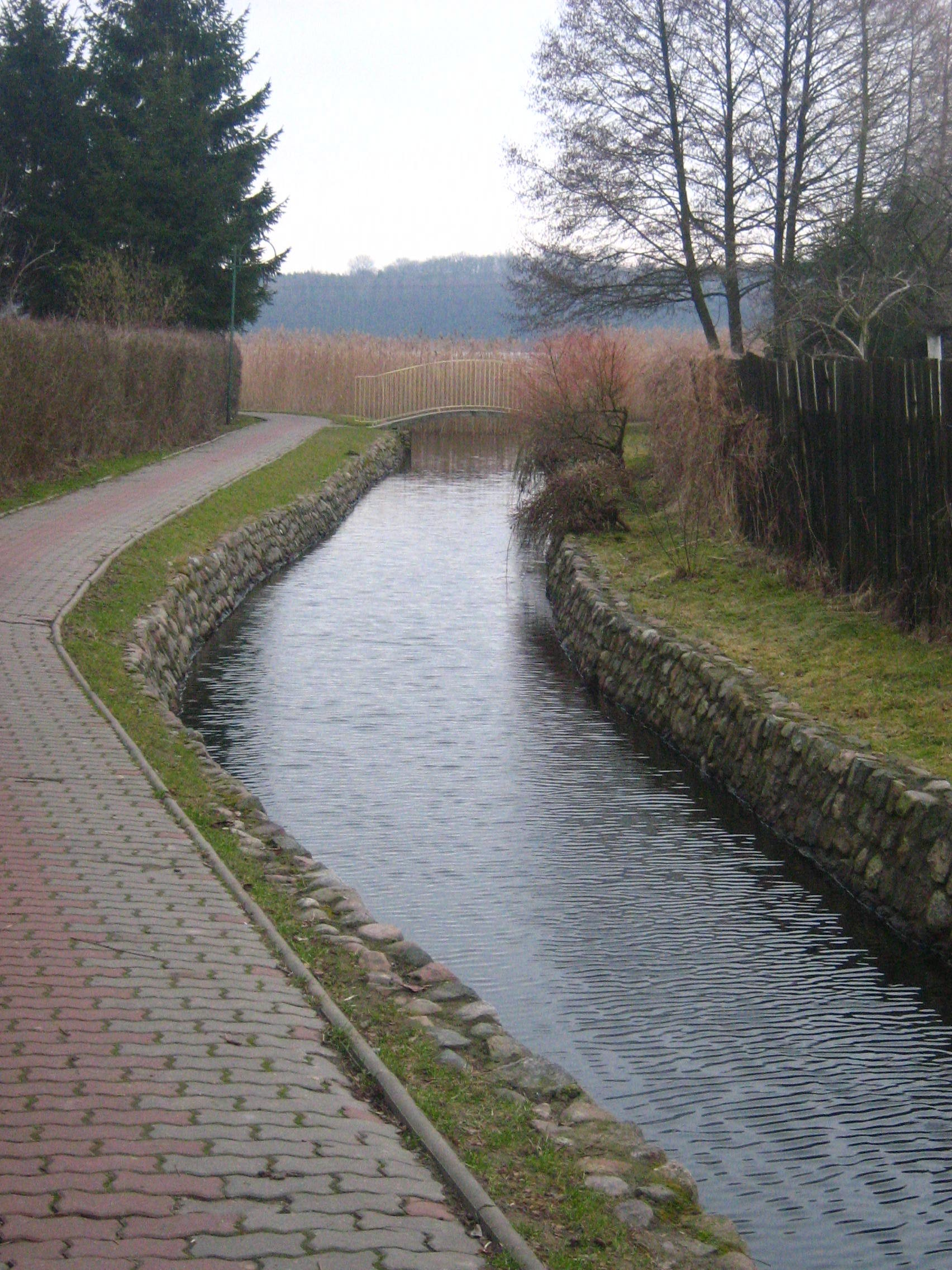
Sông Niemica chảy qua Golczewo, gần hồ Szczuce.
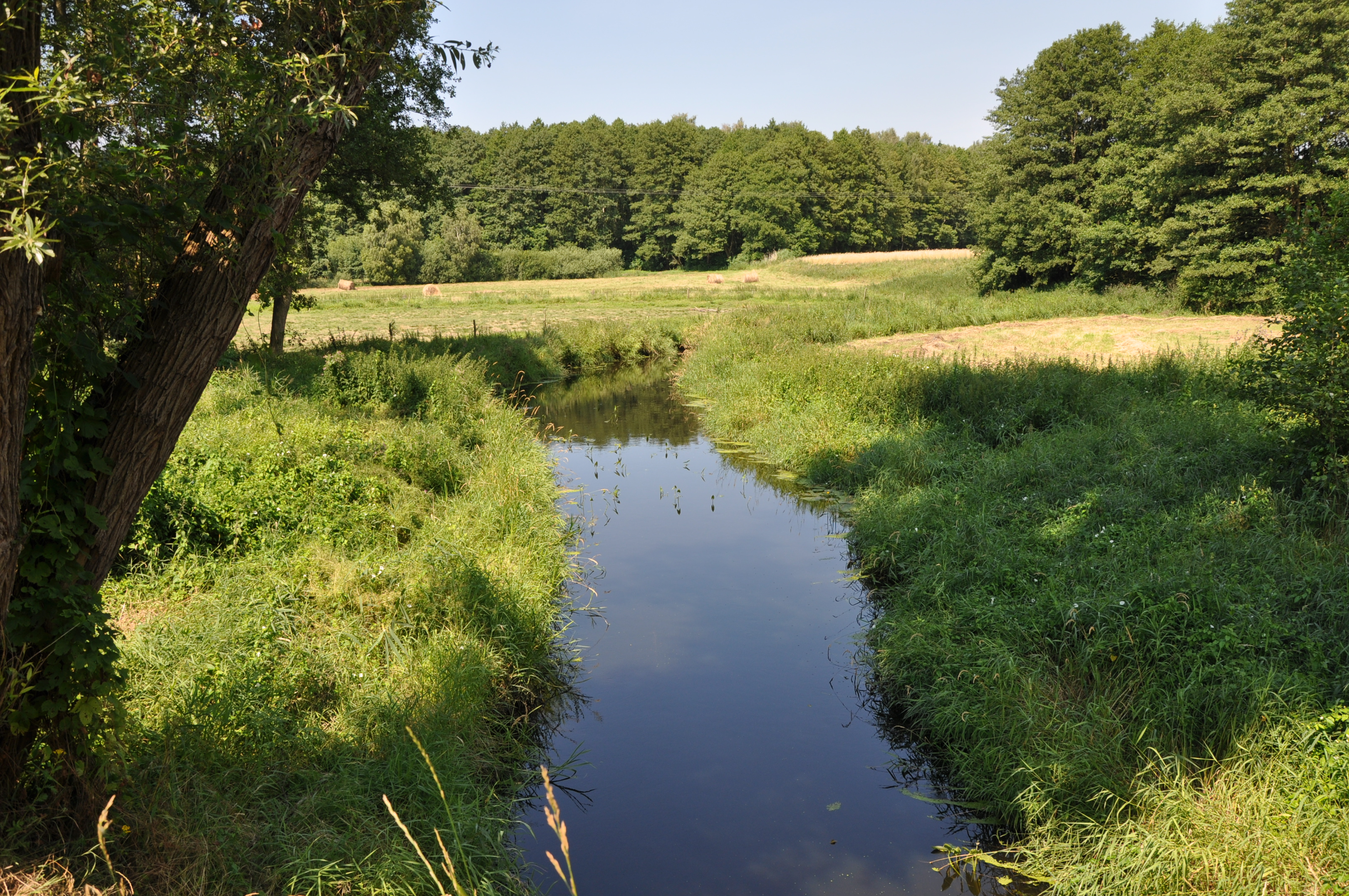
Một bức ảnh về sông Niemica được chụp từ cây cầu ở Mokrawica.
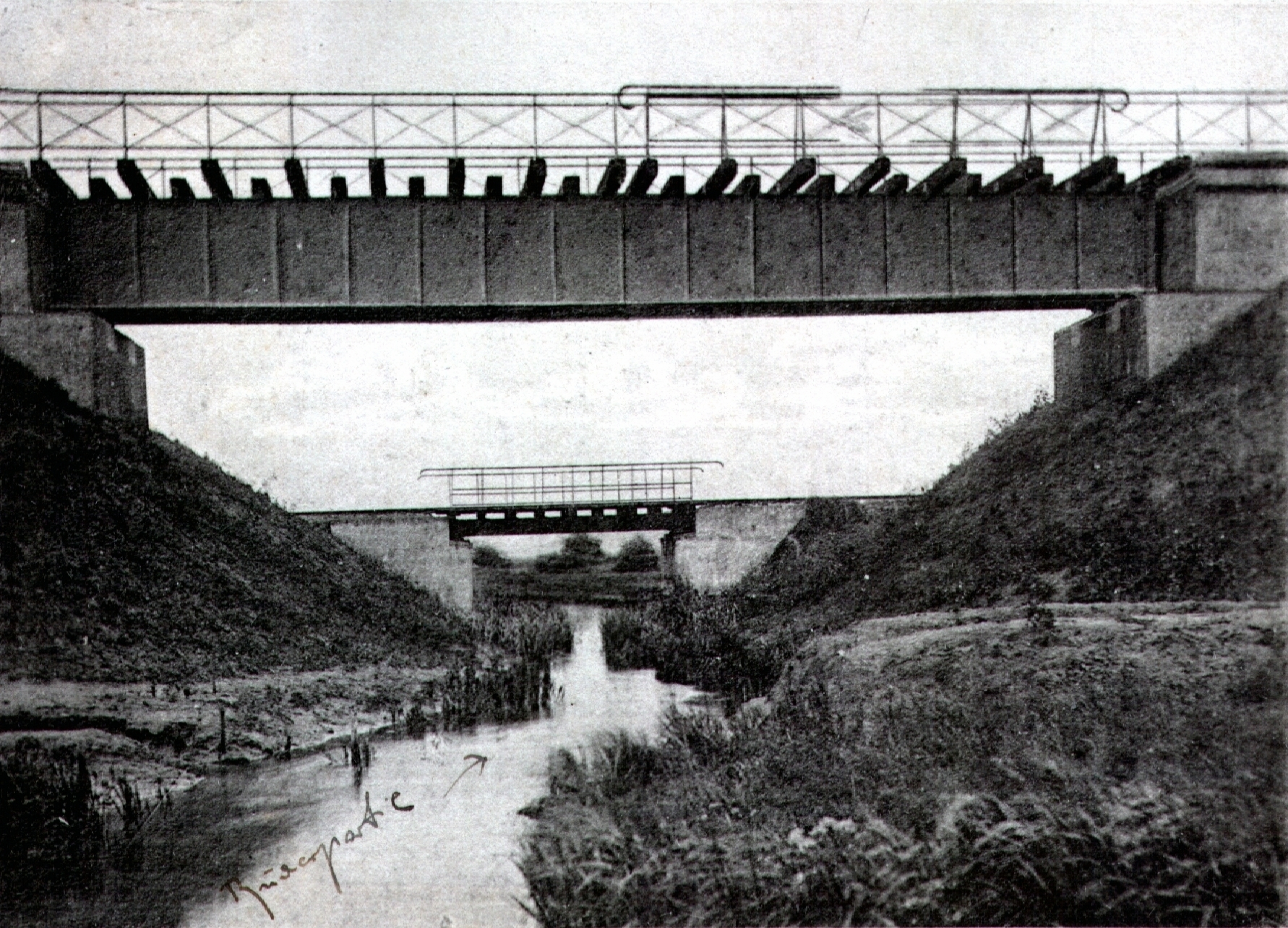
Một bức ảnh lịch sử về sông Niemica, được chụp trước năm 1945.